# Upper Broughton
 (août 2023).
Pour les articles homonymes, voir Broughton.
Upper Broughton est une paroisse civile et un village du Nottinghamshire, en Angleterre.